# Viejo barrio
Viejo barrio es una película de Argentina en blanco y negro dirigida por Isidoro Navarro sobre su propio guion que se estrenó el 18 de febrero de 1937 y que tuvo como protagonistas a Arturo del Valle, José Giorgi y Judith Peters. Fue producida y filmada íntegramente en Rosario.

## Sinopsis
Triángulo amoroso en un cabaret.

## Reparto
- Arturo del Valle
- Nicolás Dupuy
- Florentino
- José Giorgi
- Raquel Iturbe
- Juanita Larra
- Carlos Lavalle
- Judith Peters
- Apolo Ravani
- Argentina Rojas
- José Sala

## Comentario
La crónica de La Nación dijo:

”Un argumento muy poco original…Diversos pasajes sainetescos e infinidad de números de variedades de manifiesta pobreza….se sobreponen al tema central para procurarle alguna variedad”